# 愛知県道・岐阜県道・三重県道125号佐屋多度線

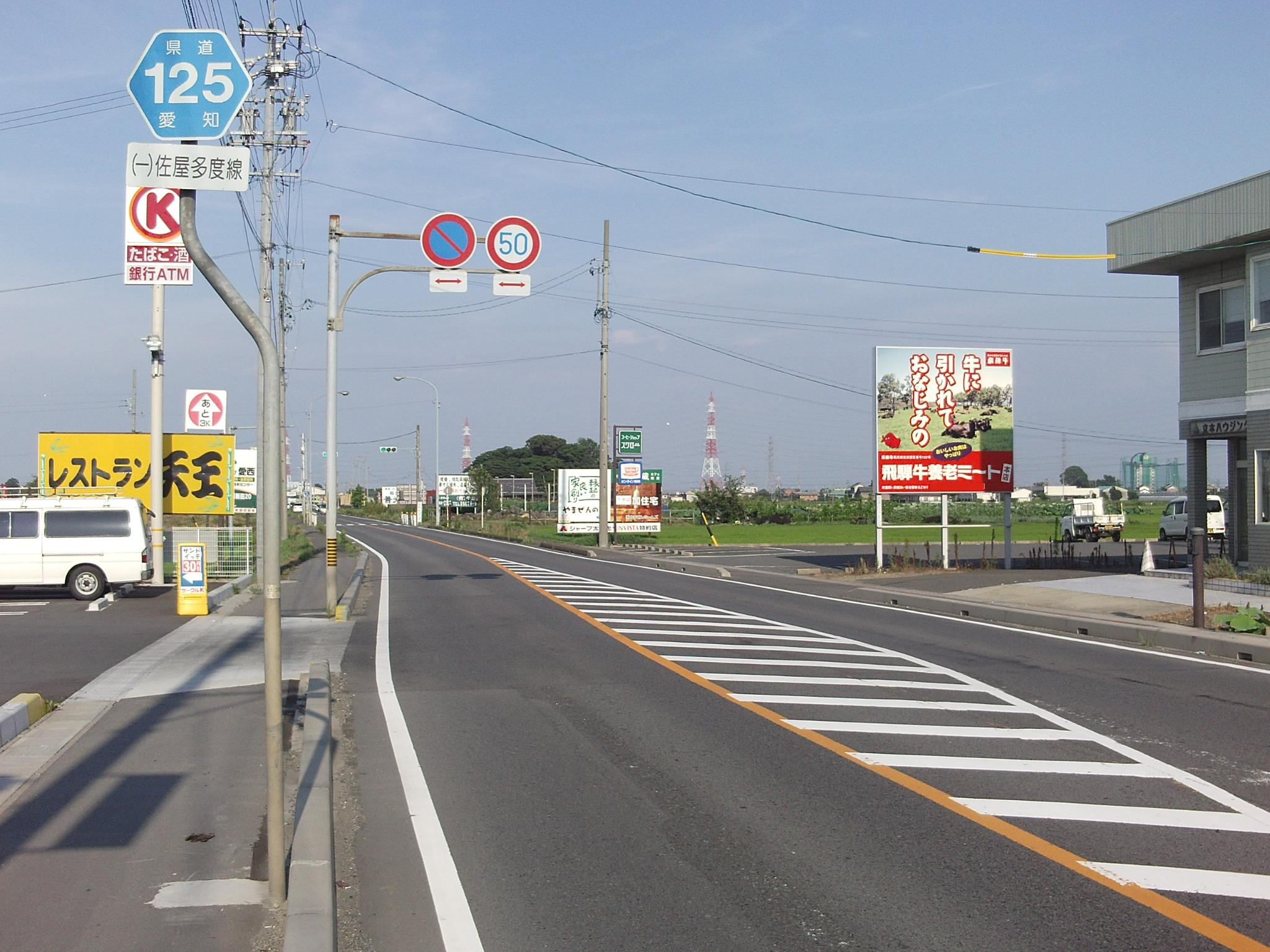
立田大橋の東。（愛知県愛西市立田町）

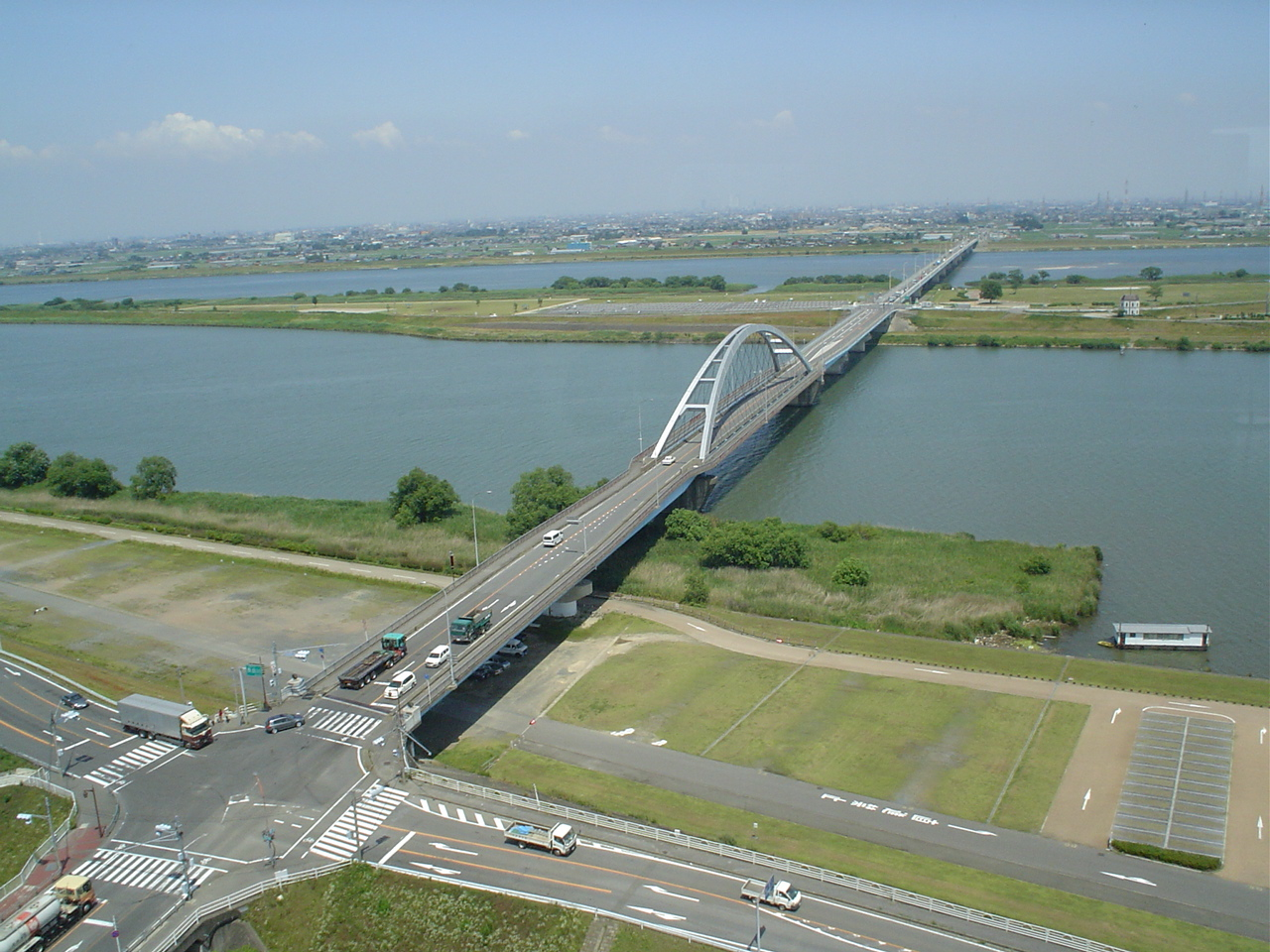
長良川大橋（手前）と立田大橋（奥）。（岐阜県海津市、木曽三川公園センター展望タワーより愛知県方面を望む。）

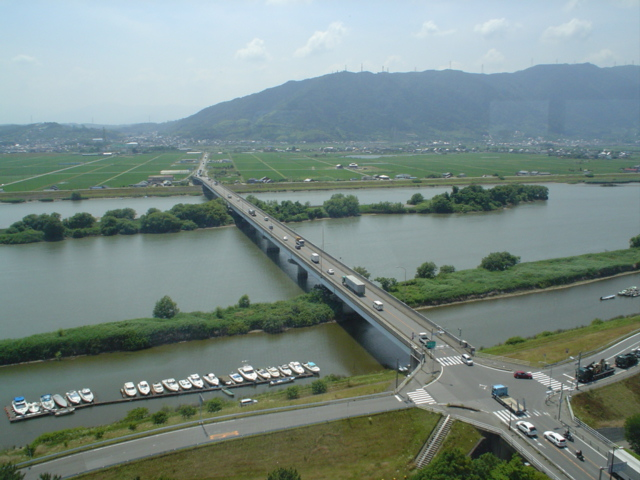
揖斐川に架かる油島大橋。（岐阜県海津市、木曽三川公園センター展望タワーより三重県方面を望む。）

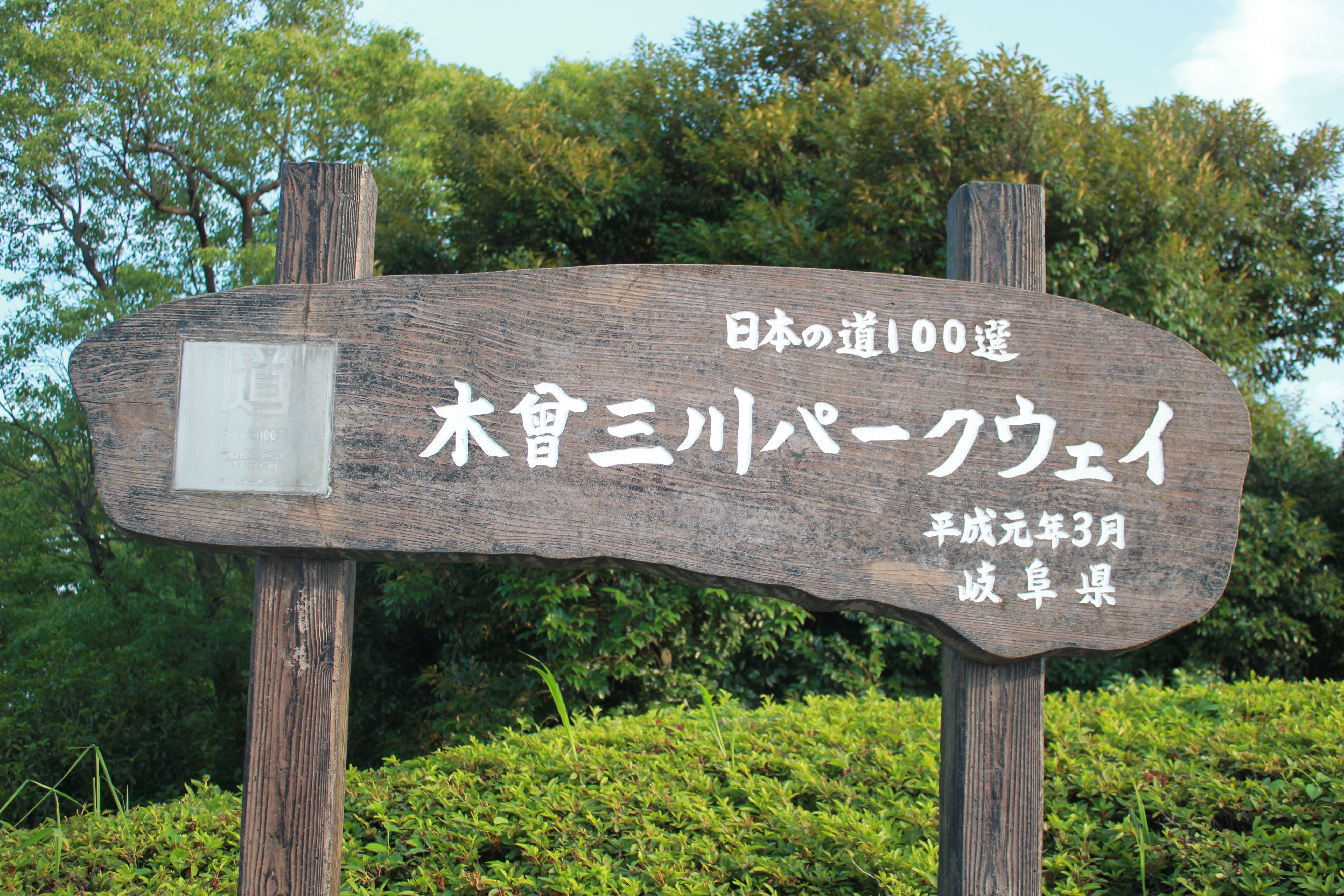
木曽三川パークウェイ顕彰碑

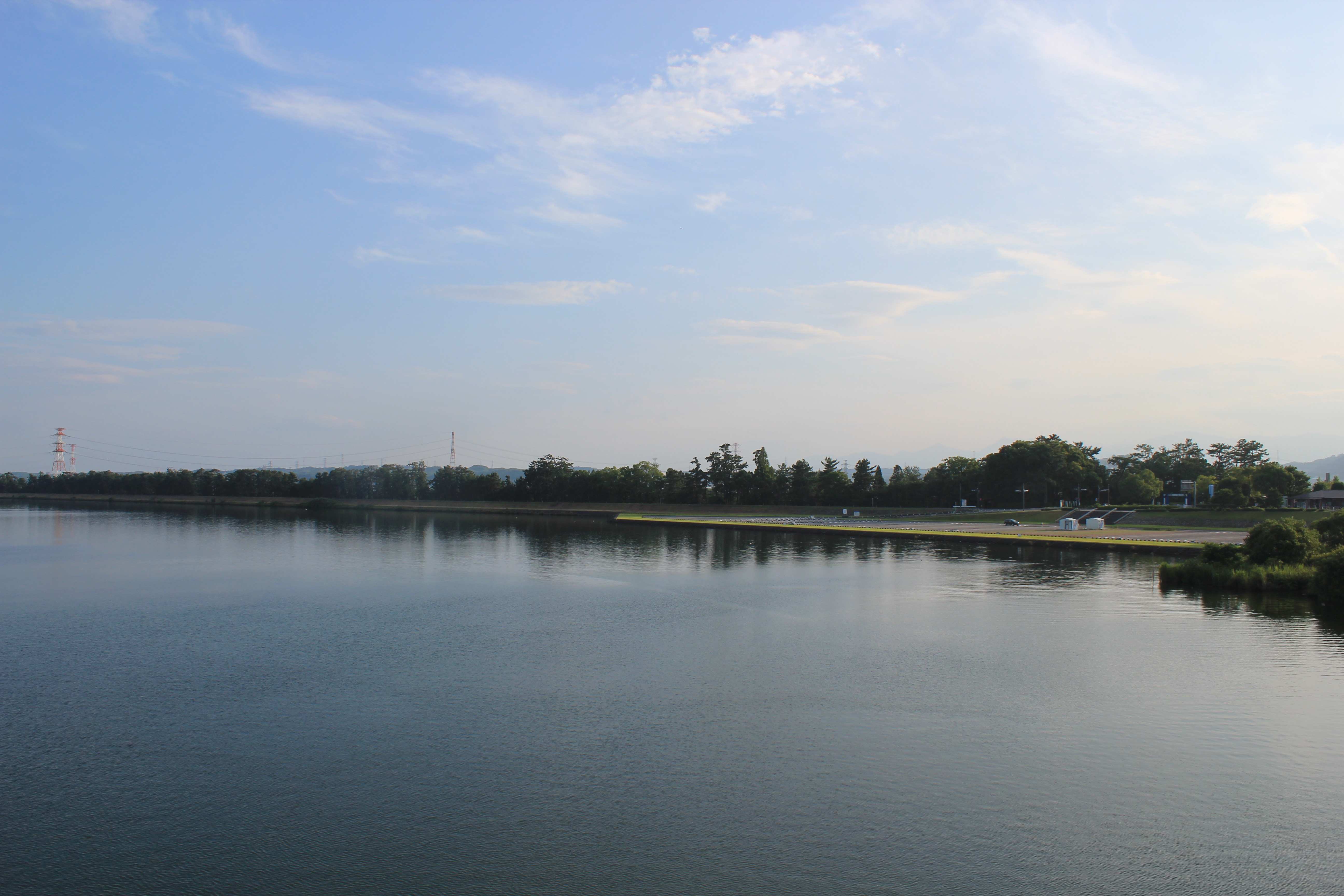
千本松原

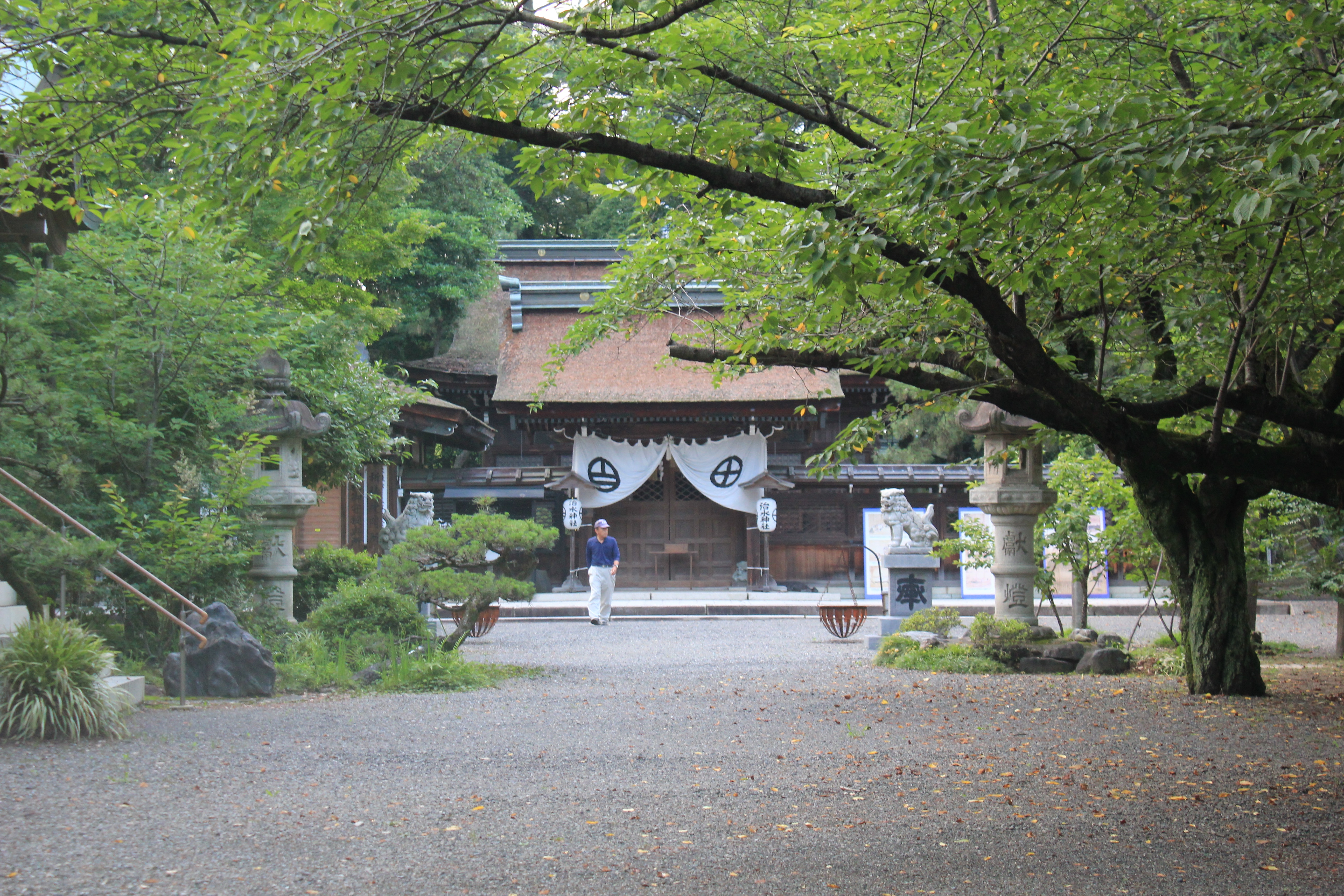
治水神社

愛知県道・岐阜県道・三重県道125号佐屋多度線（あいちけんどう・ぎふけんどう・みえけんどう125ごう さやたどせん）は、愛知県愛西市と三重県桑名市を結ぶ一般県道（愛知県道・岐阜県道・三重県道）である。

## 概要
愛知県愛西市大井町の愛知県道114号津島蟹江線交点でもある起点から北西方向に進むと、わずかに津島市に入るが、すぐに愛西市に戻る。善太橋北交差点で2方向に分岐しており、一方はそのまま直進し、もう一方は愛知県道40号名古屋蟹江弥富線と重複して善太橋を渡り、七川南交差点で愛知県道40号と分かれ、西北西に進む。東善太交差点で合流し、名鉄尾西線の佐屋駅の南を通る。立田大橋で木曽川を、長良川大橋で長良川を渡り、岐阜県海津市に入る。
海津市に入るとすぐに、岐阜県道・三重県道23号北方多度線と重複して油島大橋を渡り、三重県桑名市に入る。岐阜県部分はわずか471mである。桑名市多度町柚井の柚井交差点（国道258号交点）が終点である。
木曽三川を渡る三橋は、木曽三川パークウェイという愛称もつけられており、旧建設省と「道の日」実行委員会により制定された、「日本の道100選」の一つに選定されている。

### 路線データ
- 始点：愛知県愛西市大井町（愛知県道114号津島蟹江線交点）
- 終点：三重県桑名市多度町柚井（柚井交差点：国道258号交点）

## 歴史
明治時代に行われた治水工事である木曽三川分流工事が行われて以後、中京圏の発展による交通事情の複雑化が進む中で、木曽川、長良川、揖斐川の木曽三川および、愛知県、岐阜県、三重県の三県を結ぶ木曽三川架橋計画が作成された。この計画に基づき、1983年（昭和58年）に油島大橋が開通したことを皮切りに、翌年に立田大橋が開通、さらに、1987年（昭和62年）には長良川大橋が開通した。この三橋開通によって、三県間に一本の動脈が走ることとなり、中京圏の産業・経済と文化の発展に大きく寄与することとなった。

### 年表
- 1972年（昭和47年）12月1日：三重県道に路線認定[2]。
- 1983年（昭和58年）6月：油島大橋が開通[1]。
- 1984年（昭和59年）10月：立田大橋が開通[1]。
- 1987年（昭和62年）1月：長良川大橋が開通[1]。
- 1987年（昭和62年）8月10日：「日本の道100選」に選定され、顕彰を受ける[3]。

## 路線状況
当県道は国道155号と国道258号という2つの幹線国道同士の連絡という役目もあるため、トラックをはじめとする大型車の通行が多い。

### 愛称
- 木曽三川パークウェイ（岐阜県海津市）

### 重複区間
- 愛知県道40号名古屋蟹江弥富線（愛西市大井町 善太橋北交差点 - 七川南交差点）
- 岐阜県道・三重県道23号北方多度線（海津市海津町油島 長良川大橋西交差点 - 終点）

## 地理
この県道の通過する地域では、木曽三川とも呼ばれる木曽川・長良川・揖斐川の3つの河川が互いに近接しており、当県道は立田大橋・長良川大橋・油島大橋という連続した3つの長大橋でこれら木曽三川を渡る。長良川のたもとに、年間を通じて各種イベントが催される国営木曽三川公園がある。
道路沿線には豊かな自然が広がり、なかでも木曽三川と相まって、河川沿いの堤防に松が植えられた千本松原や、江戸時代の宝暦治水工事で命を落とした平田靱負と薩摩義士を祭る治水神社が鎮座し、水郷の景観を醸している。

### 通過する自治体
- 愛知県
  - 愛西市 - 津島市 - 愛西市
- 岐阜県
  - 海津市
- 三重県
  - 桑名市

### 交差する道路
愛知県
- 愛知県道114号津島蟹江線（愛西市大井町）
- 愛知県道40号名古屋蟹江弥富線（愛西市大井町 善太橋北交差点・七川南交差点）
- 愛知県道113号鹿伏兎大井線（愛西市大井町 大井交差点）
- 愛知県道105号富島津島線（愛西市東條町 北一色交差点、東善太交差点）
- 愛知県道458号一宮弥富線（巡見街道）（愛西市須依町・同市東保町 佐屋駅西交差点）
- 国道155号（愛西市佐屋町 佐屋南交差点）
- 愛知県道168号立田長島インター線（愛西市立田町 立田大橋西交差点）

岐阜県
- 岐阜県道23号北方多度線（海津市海津町油島 長良川大橋西交差点）
- 岐阜県道106号桑名海津線（海津市海津町油島 長良川大橋西交差点）
- 岐阜県道195号岐阜千本松原公園自転車道線（長良川自転車道）（海津市海津町油島 長良川大橋西交差点）
- 岐阜県道220号安八海津線（海津市海津町油島 油島大橋東交差点）

三重県
- 国道258号（大桑国道）（桑名市多度町柚井 柚井交差点）

### 沿線
- JR関西本線永和駅
- 愛西市立永和小学校
- 愛西市立永和中学校
- 名鉄尾西線佐屋駅
- 愛西市消防署
- 森川花はす田
- 道の駅立田ふれあいの里
- 立田大橋
- 東海広場
- 長良川大橋
- 千本松原
- 治水神社
- 木曽三川公園センター
- 油島大橋
- 大桑病院